# Liste der Kulturdenkmale in Quedlinburg
In der Liste der Kulturdenkmale in Quedlinburg sind alle Kulturdenkmale der Stadt Quedlinburg (Landkreis Harz) und ihrer Ortsteile aufgelistet. Grundlage ist das Denkmalverzeichnis des Landes Sachsen-Anhalt, das auf Basis des Denkmalschutzgesetzes des Landes Sachsen-Anhalt vom 21. Oktober 1991 durch das Landesamt für Denkmalpflege und Archäologie Sachsen-Anhalt erstellt und seither laufend ergänzt wurde (Stand: 31. Dezember 2024). Die Bodendenkmale sind in der Liste der Bodendenkmale in Quedlinburg aufgeführt.

## Stadtbefestigung
Die Stadtbefestigung Quedlinburgs wird erstmals 1179 für die Altstadt erwähnt. Im 13. Jahrhundert wurde die Neustadt in die Befestigungsanlagen einbezogen. 1337 erfolgte die Ausbesserung der Mauern und die Errichtung von sieben weiteren Türmen. Die sechs Stadttore sind allesamt abgegangen. Die in weiten Abschnitten erhaltene Mauer ist 4,10 m bis 4,70 m hoch und aus Quadersandstein errichtet. Sie ist an folgenden Adressen mit einer Gesamtlänge von 3 km erhalten: Adelheidstraße, An den Fischteichen, Bahnhofstraße, Carl-Ritter-Straße, Donndorfstraße, Heitfeldtstraße, Hinter der Mauer, Hohe Straße, Kleersstraße, Neuendorf, Neuer Weg, Seilergasse, Wallstraße und Weberstraße. Von den ehemals 27 Türmen sind acht vollständig überliefert und weitere in Resten, zum Teil auch überbaut.

| Lage               | Bezeichnung                               | Beschreibung                                                 | Erfassungs- nummer | Ausweisungsart | Bild           |
| ------------------ | ----------------------------------------- | ------------------------------------------------------------ | ------------------ | -------------- | -------------- |
| Wallstraße (Karte) | Kruschitzkyturm                           | Mauerturm der Altstadtbefestigung                            | 094 45518          | Baudenkmal     | Weitere Bilder |
| Wallstraße (Karte) | Pulverturm                                | Mauerturm der Altstadtbefestigung                            | 094 45518          | Baudenkmal     | Weitere Bilder |
| Wallstraße (Karte) | Lindenbeinscher Turm oder Sternkiekerturm | Mauerturm der Altstadtbefestigung                            | 094 45518          | Baudenkmal     | Weitere Bilder |
| Wallstraße (Karte) | Schreckensdüvel                           | Mauerturm der Altstadtbefestigung                            | 094 45518          | Baudenkmal     | Weitere Bilder |
| Wallstraße (Karte) | Spiegelturm oder Fleischhofturm           | Mauerturm der Altstadtbefestigung                            | 094 45518          | Baudenkmal     | Weitere Bilder |
| (Karte)            | Kaiserturm                                | Mauerturm der Neustadtbefestigung, Stadttor bis Ende 16. Jh. | 094 45518          | Baudenkmal     | Weitere Bilder |
| (Karte)            | Kuhhirtenturm oder Turm opm Tittenplan    | Mauerturm der Neustadtbefestigung                            | 094 45518          | Baudenkmal     | Weitere Bilder |
| (Karte)            | Gänsehirtenturm                           | Mauerturm der Neustadtbefestigung                            | 094 45518          | Baudenkmal     | Weitere Bilder |
| (Karte)            | Schweinehirtenturm                        | Mauerturm der Neustadtbefestigung                            | 094 45518          | Baudenkmal     | Weitere Bilder |
| (Karte)            | Martinsturm                               | Mauerturm der Neustadtbefestigung                            | 094 45518          | Baudenkmal     | Weitere Bilder |

## Stadtteil Quedlinburg
Die Kulturdenkmale des Stadtteils Quedlinburg sind in den Artikeln Liste der Kulturdenkmale in Quedlinburg (A–L) und Liste der Kulturdenkmale in Quedlinburg (M–Z) aufgeführt.

## StadtteilGersdorfer Burg
| Lage    | Bezeichnung     | Beschreibung                      | Erfassungs- nummer | Ausweisungsart | Bild           |
| ------- | --------------- | --------------------------------- | ------------------ | -------------- | -------------- |
| (Karte) | Gersdorfer Burg | erste Hälfte des 12. Jahrhunderts | 094 45234          | Baudenkmal     | Weitere Bilder |

## Feldwarten
| Lage                                                                   | Bezeichnung     | Beschreibung                        | Erfassungs- nummer | Ausweisungsart | Bild            |
| ---------------------------------------------------------------------- | --------------- | ----------------------------------- | ------------------ | -------------- | --------------- |
| an der Chaussee Quedlinburg-Gernrode westlich neben der Straße (Karte) | Leth-Warte      | Feldwarte                           | 094 46237          | Baudenkmal     | Weitere Bilder  |
| südwestlich der Stadt im Waldgebiet Altenburg (Karte)                  | Altenburg-Warte | Feldwarte, 14. oder 15. Jahrhundert | 094 46573          | Baudenkmal     | Altenburg-Warte |
| 500 m nördlich der Gersdorfer-Burg (Karte)                             | Sewekenwarte    | Feldwarte, 14. Jahrhundert          | 094 46590          | Baudenkmal     | Weitere Bilder  |
| (Karte)                                                                | Bicklingswarte  | Feldwarte                           | 094 46597          | Baudenkmal     | Weitere Bilder  |
| ca. 2 km nordwestlich der Stadt in der Feldflur (Karte)                | Steinholzwarte  | Feldwarte, 14. oder 15. Jahrhundert | 094 46599          | Baudenkmal     | Weitere Bilder  |

## Außenbereich
| Lage | Bezeichnung                      | Beschreibung                           | Erfassungs- nummer | Ausweisungsart | Bild       |
| --- | -------------------------------- | -------------------------------------- | ------------------ | -------------- | ---------- |
| am linken Straßenrand der Landstraße Quedlinburg-Gernrode, stadtauswärts ca. 2 km vor der Stadtgrenze (Karte) | Grenzstein                       | Grenzstein zwischen Preußen und Anhalt | 094 46598          | Baudenkmal     | Grenzstein |
| circa 2 km westlich der Stadt                                                                                 | Grenzstein                       | Grenzstein                             | 094 50651          | Kleindenkmal   |            |
| Flur 3, Flurstück 2067                                                                                        | Torscheune des Döringschen Hofes | Scheune, 2019 als Denkmal ausgewiesen. | 107 15068          | Baudenkmal     |            |

## Ortsteil Bad Suderode
Für die Kulturdenkmale des Ortsteils Bad Suderode siehe Liste der Kulturdenkmale in Quedlinburg/Ortsteile#Kulturdenkmale in Bad Suderode.

## Ortsteil Stadt Gernrode
Für die Kulturdenkmale des Ortsteils Stadt Gernrode mit den Wohnplätzen Haferfeld und Forsthaus Sternhaus siehe Liste der Kulturdenkmale in Quedlinburg/Ortsteile#Kulturdenkmale im Ortsteil Stadt Gernrode.

## Ehemalige Denkmale
Die nachfolgenden Objekte waren ursprünglich ebenfalls denkmalgeschützt oder wurden in der Literatur als Kulturdenkmale geführt. Die Denkmale bestehen heute jedoch nicht mehr, ihre Unterschutzstellung wurde aufgehoben oder sie werden nicht mehr als Denkmale betrachtet. Mitunter sind Einzelobjekte aber noch immer Bestandteil eines geschützten Denkmalbereichs.

### Quedlinburg
| Lage | Bezeichnung                          | Beschreibung | Erfassungs- nummer | Ausweisungsart | Bild                                 |
| --- | ------------------------------------ | --- | ------------------ | -------------- | ------------------------------------ |
| Abteigasse 6 (Karte)                                                                                              | Wohnhaus Abteigasse 6                | Wohnhaus das Gebäude aus dem 17. Jahrhundert wurde Anfang des 21. Jahrhunderts abgerissen. Die Streichung aus dem Denkmalverzeichnis erfolgte im Jahr 2023. |                    | Baudenkmal     | BW                                   |
| Altetopfstraße 9 (Karte)                                                                                          | Wohnhaus Altetopfstraße 9            | Wohnhaus Wohnhaus von 1614, die Unterschutzstellung wurde aufgehoben |                    | Baudenkmal     | Wohnhaus Altetopfstraße 9            |
| Altetopfstraße 21 (Karte)                                                                                         | Altetopfstraße 21                    | Fachwerkgebäude, im 20. Jahrhundert abgerissen. 1992 entstand ein gleichfalls in Fachwerkbauweise ausgeführter Ersatzneubau, der die Baumaße des Vorgängerbaus weitgehend aufnahm.                                                                                        |                    |                | BW                                   |
| Augustinern 4 (Karte)                                                                                             | Wohnhaus Augustinern 4               | Wohnhaus durch fahrlässige Brandstiftung zerstört, Ersatzneubau mit Hausnummer 3 |                    |                | BW                                   |
| Augustinern 59 (Karte)                                                                                            | Wohnhaus Augustinern 59              | Wohnhaus abgerissen, Im Jahr 2024 erfolgte die Streichung aus dem Denkmalverzeichnis. | 094 46017          |                | BW                                   |
| Augustinern 80 (Karte)                                                                                            | Wohnhaus Augustinern 80              | Ackerbürgerhof abgerissen, 2023 aus dem Denkmalverzeichnis gestrichen. |                    |                | BW                                   |
| Bahnhofsplatz (Karte)                                                                                             | Flora                                | Denkmal die Göttin Flora darstellendes Denkmal, 1944 demontiert und eingeschmolzen, Neuaufstellung im Jahr 2001 |                    |                | Weitere Bilder                       |
| Blasiistraße 24 (Karte)                                                                                           | Küsterhaus Blasiistraße 24           | Küsterhaus ehemaliges Küsterhaus neben dem Pfarrhaus, um 1890 abgerissen, wird als verlorengegangenes wichtiges Gebäude Quedlinburgs betrachtet |                    |                | BW                                   |
| Blasiistraße 26 (Karte)                                                                                           | Wohnhaus Blasiistraße 26             | Wohnhaus zumindest ab 2015 nicht mehr als Denkmal geführt |                    |                | Wohnhaus Blasiistraße 26             |
| Breite Straße 1 (alte Nummerierung) (Karte)                                                                       | Haus Breite Straße 1                 | Fachwerkhaus mit vorkragendem Giebel und steilem Dach, um 1900 abgerissen, wird als verlorengegangenes wichtiges Gebäude Quedlinburgs betrachtet |                    |                | Haus Breite Straße 1                 |
| Breite Straße 23 (Karte)                                                                                          | Haus Breite Straße 23                | zweigeschossiges, weit vorkragendes Fachwerkhaus, um 1970 abgerissen, wird als verlorengegangenes wichtiges Gebäude Quedlinburgs betrachtet |                    |                | BW                                   |
| Breite Straße 25 (Karte)                                                                                          | Haus Breite Straße 25                | Fachwerkhaus, 1989 abgerissen |                    |                | BW                                   |
| Breite Straße 31 (Karte)                                                                                          | Kaufmannshof Breite Straße 31        | Kaufmannshof Wohn- und Geschäftshaus, zumindest ab dem Jahr 2015 nicht mehr im Denkmalverzeichnis geführt |                    |                | Kaufmannshof Breite Straße 31        |
| Ditfurter Weg 21a (Karte)                                                                                         | Hundert-Meter-Haus                   | Gewächshaus ehemaliges Gewächshaus mit Gewächshäusern aus Glas, heute soziale Nutzung des Steinbaus |                    |                | BW                                   |
| Ditfurter Weg 37 (Karte)                                                                                          | Villa Ditfurter Weg 37               | Villa zumindest ab dem Jahr 2015 nicht mehr im Denkmalverzeichnis geführt |                    |                | Villa Ditfurter Weg 37               |
| Dovestraße 1 (Karte)                                                                                              | Haus Dovestraße 1                    | Fachwerkhaus, im 20. Jahrhundert abgerissen |                    |                | BW                                   |
| Friedrich-Ebert-Platz (Karte)                                                                                     | Friede beschützt durch Waffen        | Denkmal Bronzedenkmal, 1945 abgerissen |                    |                | Weitere Bilder                       |
| Friedrich-Ebert-Platz (Karte)                                                                                     | Quedlinburger Siegesdenkmal          | Denkmal Denkmal zur Erinnerung an die Gefallenen der Kriege von 1866 und 1870/71, wurde 1946 abgerissen und eingeschmolzen |                    |                | Weitere Bilder                       |
| Gildschaft 2 (Karte)                                                                                              | Gildehaus Gildschaft 2               | Gildehaus ehemaliges Gildehaus, 1977 abgerissen, wird als verlorengegangenes wichtiges Gebäude Quedlinburgs betrachtet |                    |                | BW                                   |
| GutsMuthsstraße 2 (Karte)                                                                                         | Haus GutsMuthsstraße 2               | Fachwerkhaus, um 1970 abgerissen, wird als verlorengegangenes wichtiges Gebäude Quedlinburgs betrachtet |                    |                | BW                                   |
| Heiligegeiststraße 10 (Karte)                                                                                     | Zur goldenen Waage (Quedlinburg)     | Die Bebauung wurde Anfang des 21. Jahrhunderts abgerissen und durch einen Neubau für ein Seniorenheim ersetzt, erhalten blieben Reste eines Freimaurertempels, um 1830 2022 nach Verlust der Denkmaleigenschaft durch Baumaßnahmen aus dem Denkmalverzeichnis gestrichen. |                    |                | Zur goldenen Waage (Quedlinburg)     |
| Hohe Straße 38 (Karte)                                                                                            | Haus Hohe Straße 38                  | Fachwerkhaus mit hohem steilen Dach, 1934 abgerissen, wird als verlorengegangenes wichtiges Gebäude Quedlinburgs betrachtet |                    |                | BW                                   |
| Hoken 7 (Karte)                                                                                                   | Bäckergildehaus Hoken 7              | Bäckergildehaus ehemaliges Bäckergildehaus, galt beim Abriss um 1900 als ältestes erhaltenes Gebäude der Stadt, wird als verlorengegangenes wichtiges Gebäude Quedlinburgs betrachtet                                                                                     |                    |                | Bäckergildehaus Hoken 7              |
| Julius-Wolff-Straße (Karte)                                                                                       | Brücke Julius-Wolff-Straße           | Brücke für Verkehr gesperrt, Fußgängerverkehr |                    |                | BW                                   |
| Kaiser-Otto-Straße 31 (Karte)                                                                                     | Wohnhaus Kaiser-Otto-Straße 31       | Wohnhaus 2024 aus dem Denkmalverzeichnis gestrichen, wobei als Adresse Kaiser-Otto-Straße 31, Rittergasse 8, 9 angegeben wurde. | 107 60002          |                | Wohnhaus Kaiser-Otto-Straße 31       |
| Kaiserstraße 31, 32 (Karte)                                                                                       | Bürgerhof Kaiserstraße 31, 32        | Bürgerhof ehemaliger Bürgerhof, Gebäude ist nicht mehr vorhanden, 2024 erfolgte die Streichung aus dem Denkmalverzeichnis. | 094 45545          |                | BW                                   |
| Klopstockweg 22 (Karte)                                                                                           | Wohnhaus Klopstockweg 22             | Wohnhaus Gebäude ist nicht mehr vorhanden |                    |                | BW                                   |
| Konvent 28 (Karte)                                                                                                | Wohnhaus Konvent 28                  | Haus, im Inneren eine sogenannte Schwarze Küche, um 1970 abgerissen |                    |                | BW                                   |
| Kornmarkt 1, 2 (Karte)                                                                                            | Wohnhaus Kornmarkt 1, 2              | Fachwerkhaus, um 1900 abgerissen, wird als verlorengegangenes wichtiges Gebäude Quedlinburgs betrachtet |                    |                | Wohnhaus Kornmarkt 1, 2              |
| Magdeburger Straße (Karte)                                                                                        | Brücke Magdeburger Straße            | Brücke 2004 durch Neubau ersetzt, 2024 aus dem Denkmalverzeichnis gestrichen | 094 46504          |                | BW                                   |
| Marschlinger Hof 7 (Karte)                                                                                        | Wohnhaus Marschlinger Hof 7          | Wohnhaus |                    |                | Wohnhaus Marschlinger Hof 7          |
| Marschlinger Hof 20, 21, Neuendorf 1, 2, 3, 4, 34, 35, 36, 37, Schmale Straße 1, 1a, 2, 3, 62, 63, 64, 65 (Karte) | Rekonstruktionsgebiet Schmale Straße | Wohnanlage, am 9. März 2016 als Denkmal ausgewiesen. Im Jahr 2023 wurde die Anlage bereits wieder aus dem Denkmalverzeichnis gestrichen. |                    |                | Rekonstruktionsgebiet Schmale Straße |
| Möhrenstieg (Karte)                                                                                               | Siedlung Möhrenstieg                 | Siedlung Denkmalbereich, 2023 abgerissen. |                    | Denkmalbereich | Siedlung Möhrenstieg                 |
| Neuendorf 9 (Karte)                                                                                               | Haus Neuendorf 9                     | Fachwerkhaus des Zimmermeisters Joachim Trost, nicht erhalten |                    |                | BW                                   |
| Neuendorf 15 (Karte)                                                                                              | Wohnhaus Neuendorf 15                | Wohnhaus Anfang des 21. Jahrhunderts abgerissen |                    |                | BW                                   |
| Neuendorf 16 (Karte)                                                                                              | Wohnhaus Neuendorf 16                | Wohnhaus Anfang des 21. Jahrhunderts abgerissen |                    |                | BW                                   |
| Neuendorf 22, 23 (Karte)                                                                                          | Haus Neuendorf 22, 23                | Fachwerkhaus, letztes erhaltenes Gebäude des Zimmermeisters Heinrich Reule, 1989 im Zuge eines flächenhaften Abbruchs abgerissen, wird als verlorengegangenes wichtiges Gebäude Quedlinburgs betrachtet                                                                   |                    |                | BW                                   |
| Neustädter Kirchhof 2, 3 (Karte)                                                                                  | Haus Neustädter Kirchhof 2, 3        | Fachwerk-Doppelhaus, 1996 abgerissen |                    |                | Haus Neustädter Kirchhof 2, 3        |
| Neuer Weg 45 (Karte)                                                                                              | Wirtschaftsgebäude Neuer Weg 45      | Wirtschaftsgebäude zweite Hälfte des 17. Jahrhunderts, 2024 wurde das Gebäude, da es nicht mehr vorhanden war, aus dem Denkmalverzeichnis gestrichen. | 094 46637          | Baudenkmal     | Wirtschaftsgebäude Neuer Weg 45      |
| Oeringer Straße 13 (Karte)                                                                                        | Wohnhaus Oeringer Straße 13          | Wohnhaus im Jahr 2014 abgerissen |                    |                | Wohnhaus Oeringer Straße 13          |
| Oeringer Straße 20 (Karte)                                                                                        | Bürgerhof Oeringer Straße 20         | Bürgerhof ehemaliger Bürgerhof, 2009 abgerissen, unter dieser Adresse existiert heute ein Supermarkt, 2024 erfolgte die Streichung aus dem Denkmalverzeichnis. | 094 46439          |                | BW                                   |
| Pölle 30 (Karte)                                                                                                  | Tür Pölle 30                         | Tür barocke Tür des Vorgängerbaus, der Verbleib der Tür ist in der Öffentlichkeit unbekannt |                    |                | BW                                   |
| Schenkgasse (Karte)                                                                                               | Pavillon des Klopstockhauses         | Gartenhaus Pavillon des Klopstockhauses aus der Zeit um 1780. Im Jahr 2024 wurde das Gartenhaus aus „redaktionellen Gründen“ aus dem Denkmalverzeichnis gestrichen. | 094 45932          | Baudenkmal     | Pavillon des Klopstockhauses         |
| Schloßberg 28 (Karte)                                                                                             | Wohnhaus Schloßberg 28               | Wohnhaus zumindest ab 2015 nicht mehr als Denkmal geführt |                    |                | Wohnhaus Schloßberg 28               |
| Schmale Straße 14 (Karte)                                                                                         | Haus Schmale Straße 14               | verputztes Fachwerkhaus, um 1970 abgerissen, wird als verlorengegangenes wichtiges Gebäude Quedlinburgs betrachtet |                    |                | BW                                   |
| Schmale Straße 53 (Karte)                                                                                         | Haus Schmale Straße 53               | verputztes Fachwerkhaus, 1987 abgerissen, wird als verlorengegangenes wichtiges Gebäude Quedlinburgs betrachtet |                    |                | BW                                   |
| Schubertplatz (Karte)                                                                                             | Schubertplatz                        | Schmuckplatz zumindest ab dem Jahr 2015 nicht mehr im Denkmalverzeichnis geführt |                    |                | Weitere Bilder                       |
| Steinbrücke 15 (Karte)                                                                                            | Haus Steinbrücke 15                  | Fachwerkhaus, bedeutend als Geburtshaus des Geographen Carl Ritter (1779–1859), 1956 für eine Straße abgerissen |                    |                | BW                                   |
| Taubenbreite 2–9 (Karte)                                                                                          | Siedlung Taubenbreite                | Siedlung im Ersten Weltkrieg erbaut, etwa Anfang des 21. Jahrhunderts abgerissen, 2024 erfolgte die Streichung aus dem Denkmalverzeichnis. | 094 46057          |                | BW                                   |
| Turnstraße 7 (Karte)                                                                                              | Ackerbürgerhof Turnstraße 7          | Ackerbürgerhof ehemaliger Ackerbürgerhof, Anfang des 21. Jahrhunderts abgerissen, 2024 erfolgte die Streichung aus dem Denkmalverzeichnis. | 094 46610          |                | BW                                   |
| Wassertorstraße 12 (Karte)                                                                                        | Wohnhaus Wassertorstraße 12          | Wohnhaus 2024 aus dem Denkmalverzeichnis gestrichen, dabei als Denkmalbereich, zuvor als Baudenkmal, geführt. | 094 46546          | Denkmalbereich | Wohnhaus Wassertorstraße 12          |
| Wassertorstraße 15, 16 (Karte)                                                                                    | Wohnhaus Wassertorstraße 15, 16      | Wohnhaus um 1700, 2017 bis auf Kellergewölbe und Stützmauer abgerissen und aus dem Denkmalverzeichnis ausgetragen. | 094 45972          |                | Wohnhaus Wassertorstraße 15, 16      |
| Weingarten 7 (Karte)                                                                                              | Wohnhaus Weingarten 7                | Wohnhaus um 1680, Nach einem Brandschaden wurde das Haus im Jahr 2024 aus dem Denkmalverzeichnis gestrichen. | 094 45778          | Baudenkmal     | Wohnhaus Weingarten 7                |
| Weingarten 17 (Karte)                                                                                             | Wohnhaus Weingarten 17               | Wohnhaus nach im Jahr 2011 erlittenem Brandschaden wurde das Haus im Jahr 2012 abgerissen. Die Streichung im Denkmalverzeichnis erfolgte 2024. | 094 45779          | Baudenkmal     | Wohnhaus Weingarten 17               |
| Feldweg 500 Meter nördlich der Bicklingswarte (Karte)                                                             | Brücke über den Bicklingsbach        | Brücke um das Jahr 2010 durch einen Neubau ersetzt |                    |                | BW                                   |

### Münchenhof
| Lage                 | Bezeichnung           | Beschreibung                                                                                               | Erfassungs- nummer | Ausweisungsart | Bild           |
| -------------------- | --------------------- | --- | ------------------ | -------------- | -------------- |
| Münchenhof 5 (Karte) | Wohnhaus Münchenhof 5 | Mittelalterlicher Bau nicht mehr existent, da 2014 abgerissen, zumindest seit 2020 als Denkmal gestrichen. | 094 46428          | Baudenkmal     | Weitere Bilder |

## Hinweise zur Datierung
Die Datierung der Errichtungsphasen der derzeitigen Bauten erfolgt aufgrund der Inschriften („i“), aufgrund urkundlichen Materials („u“) oder aufgrund von dendrochronologischen („d“) oder archäologischen („a“) Analysen und ist entsprechend gekennzeichnet; bei fehlender Angabe ist die Datierungsart unbekannt und folgt den Angaben im Denkmalverzeichnis.

## Legende
In den Spalten befinden sich folgende Informationen:
- Lage: Nennt den Straßennamen und wenn vorhanden die Hausnummer des Kulturdenkmals. Die Grundsortierung der Liste erfolgt nach dieser Adresse. Der Link „Karte“ führt zu verschiedenen Kartendarstellungen und nennt die geographischen Koordinaten.
Link zu einem Kartenansichtstool, um Koordinaten zu setzen. In der Kartenansicht sind Baudenkmale ohne Koordinaten mit einem roten bzw. orangen Marker dargestellt und können in der Karte gesetzt werden. Baudenkmale ohne Bild sind mit einem blauen bzw. roten Marker gekennzeichnet, Baudenkmale mit Bild mit einem grünen bzw. orangen Marker.
- Offizielle Bezeichnung: Nennt den Namen, die Bezeichnung oder zumindest die Art des Kulturdenkmals und verlinkt, soweit vorhanden, auf den Artikel zum Objekt.
- Beschreibung: Nennt bauliche und geschichtliche Einzelheiten des Kulturdenkmals, vorzugsweise die Denkmaleigenschaften.
- Erfassungsnummer: Für jedes Kulturdenkmal wird in Sachsen-Anhalt eine 20stellige Erfassungsnummer vergeben. Die letzten zwölf Ziffern werden für die Untergliederung nach Teilobjekten genutzt und werden nur angegeben, soweit vergeben. In dieser Spalte kann sich folgendes Icon  befinden, dies führt zu Angaben zu diesem Baudenkmal bei Wikidata.
- Ausweisungsart: Die Einordnung des Denkmales nach § 2 Abs. 2 DenkmSchG LSA
- Bild: Ein Bild des Denkmales, und gegebenenfalls einen Link zu weiteren Fotos des Kulturdenkmals im Medienarchiv Wikimedia Commons. Wenn man auf das Kamerasymbol klickt, können Fotos zu Kulturdenkmalen aus dieser Liste hochgeladen werden: